# Acheron Fossae
Le Acheron Fossae sono una formazione geologica della superficie di Marte.
Sono intitolate all'Acheronte, fiume dell'oltretomba greco.